# HMS Phoebe (43)
«Фібі» (43) (англ. HMS Phoebe (43) — військовий корабель, легкий крейсер типу «Дідо» Королівського військово-морського флоту Великої Британії за часів Другої світової війни.

## Історія створення
«Фібі» був закладений 2 вересня 1937 року на верфі компанії Fairfield Shipbuilding and Engineering Company, Глазго. 27 вересня 1940 року увійшов до складу Королівських ВМС Великої Британії.